# Altnau
Altnau (in einheimischer Mundart [ˈɑ̞ltnɑʊ̯]) ist eine Ortschaft und eine politische Gemeinde im Bezirk Kreuzlingen des Kantons Thurgau in der Schweiz. Bis 2002 war Altnau eine Einheitsgemeinde.

## Geographie
Das aus dem Ober- und Unterdorf sowie weiteren Siedlungen bestehende Kirchdorf liegt an der alten Landstrasse Romanshorn–Kreuzlingen in der Nähe des Südufers des Bodensees auf der Moräne des früheren Rheingletschers. Der eigentliche Ortskern von Altnau liegt rund zwei Kilometer vom Bodenseeufer entfernt, auf 471 m. ü. M. Es grenzt an die Gemeinden Güttingen, Langrickenbach und Münsterlingen. Altnau hat einen Bahnhof an der Bahnstrecke Kreuzlingen–Romanshorn.

## Geschichte

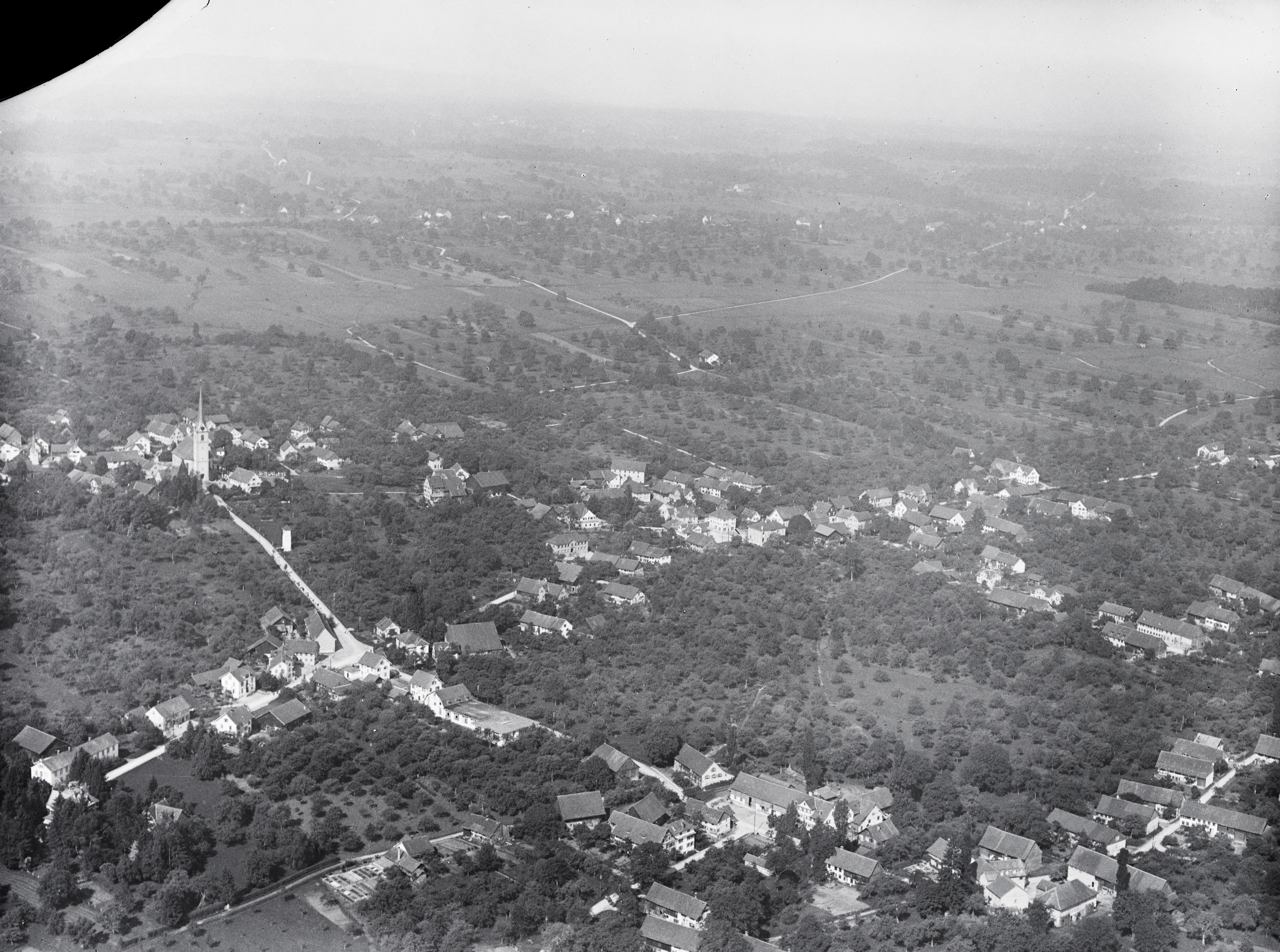
Altnau im Jahr 1924

Vor dem Weiler Ruderbaum ist eine Station der Horgener Kultur wahrscheinlich, der klassischen Pfyner Kultur aber nur vermutbar.
Im Jahr 787 wird das Dorf als Althinouva erstmals urkundlich erwähnt. Der Ortsname setzt sich zusammen entweder aus dem althochdeutschen Personennamen Alto/Aldo oder dem Adjektiv alt und dem Hintergliede ouwa ‚Land am Wasser, Au‘.
Im 8. Jahrhundert war hier das Kloster St. Gallen begütert. 1155 bestätigte Kaiser Friedrich Barbarossa dem Domkapitel Konstanz die Eigentumsrechte an Hof und Kirche Altnau. Die Vogtrechte über die hochstiftlichen Dinghöfe, die um 1300 den Freiherren von Altenklingen gehörten, gingen im Spätmittelalter an verschiedene Konstanzer Geschlechter über (1378 Schwarz, 1430 Tettikofen, 1468 Mangolt). Von 1471 bis 1798 hatte sie die Stadt Konstanz inne. 1454 wurden die Altnauer ins Appenzeller Landrecht aufgenommen, mussten es auf Klage des Domkapitels aber wieder aufgeben.

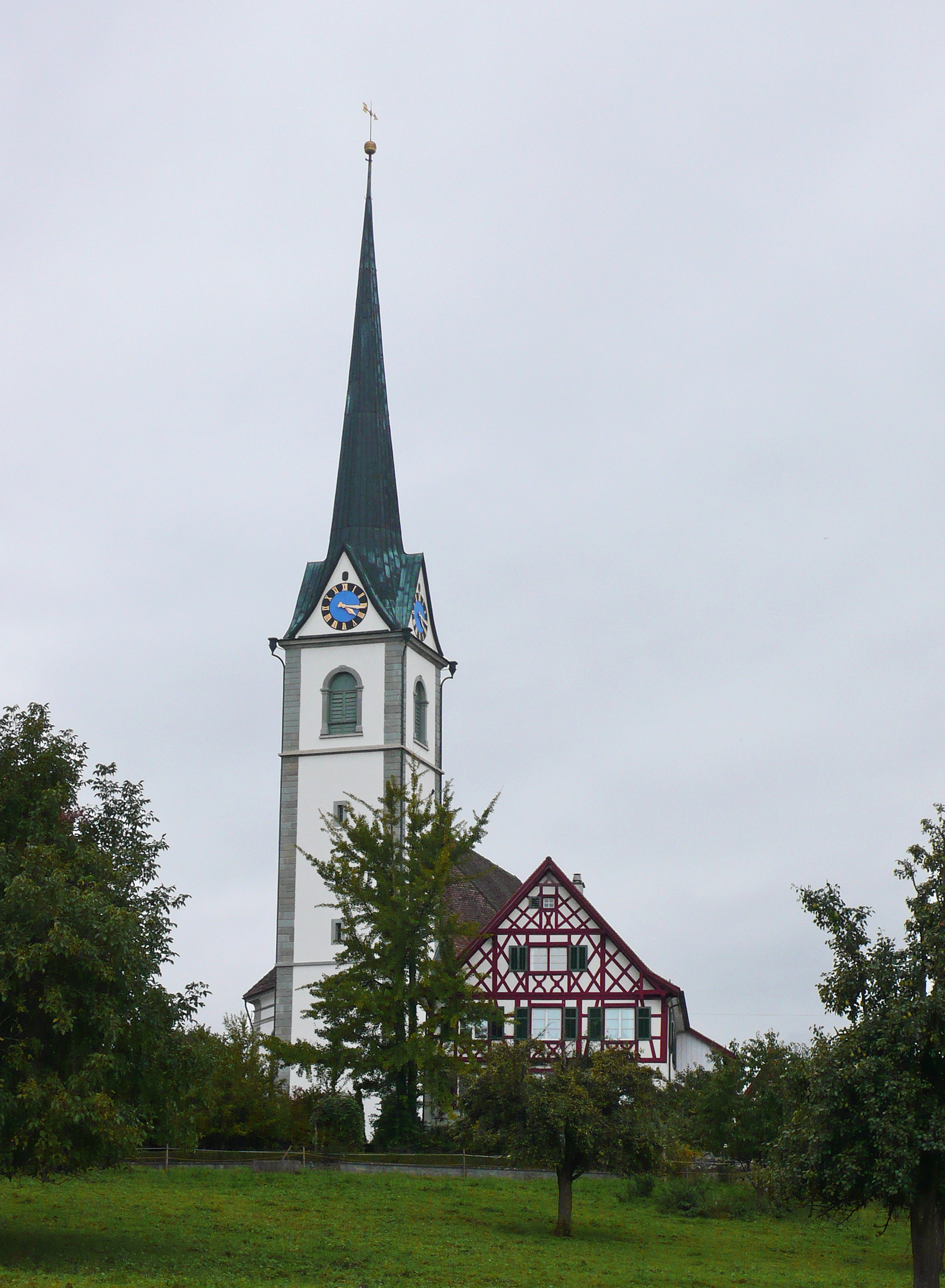
Evangelische Kirche von Altnau

Die Pfarrrechte gingen 1347 vom Dompropst auf den Domdekan über. Nach der Reformation 1528 wurden die wenigen Katholiken von Konstanz aus betreut, wobei die Kirche simultan gebraucht wurde. 1810 erfolgten die Auflösung des paritätischen Verhältnisses und der Bau zweier Kirchen.
Die Rechte des Dorfes sind erstmals in der Gerichtsoffnung von 1468 überliefert. Vom Kornbau in drei Zelgen gingen die Bauern im 19. Jahrhundert zur Vieh- und Milchwirtschaft über. 1880 entstand eine Sennereigesellschaft. Der vom Mittelalter an betriebene Rebbau ging 1912 ein. In den Vordergrund trat der schon für das 18./19. Jahrhundert belegte Feldobstbau: Nach 1945 wurden die Hochstämme durch ausgedehnte Niederstammkulturen ersetzt. Wie schon die um 1840 gebaute Seestrasse brachte die 1870 eröffnete Seelinie dem Dorf nur wenig Aufschwung, da die Station zu weit weg lag. Das Dorf war bis Mitte des 20. Jahrhunderts stark landwirtschaftlich geprägt. Trotzdem hielt die Industrie Einzug. 1870 bis 1910 arbeiteten zahlreiche Altnauer als Handsticker, 1882 und 1910 entstanden die Stickereifabriken Altwegg bzw. Walser, 1883 bis 1967 bot die Strickwarenfabrik Sallmann zahlreiche Arbeitsplätze und beschäftigte 1883 17, 1895 60 und 1923 41 Mitarbeiter. Die 1948 eröffnete Seidenstoffweberei Setafil stellte 1974 ihre Produktion ein. In der 1964 erstellten Bootswerft richtete sich 1977 eine Maschinenbaufirma ein. 1990 zählten, bei 53 % Weg- und 35 % Zupendlern, 35 % der Arbeitsplätze zum zweiten und 47 % zum dritten Wirtschaftssektor.

## Wappen
Blasonierung: In Weiss ein rot-schwarz geständertes Kreuz.
Die Zugehörigkeit Altnaus zum Domstift Konstanz (rotes Kreuz) ist seit dem 12. Jahrhundert belegt, und seit 1471 war die Vogtei in den Händen der Stadt Konstanz (schwarzes Kreuz). Altnau führt sein Wappen seit 1950.

## Bevölkerung
| Hier fehlt eine Grafik, die leider im Moment aus technischen Gründen nicht angezeigt werden kann. Wir arbeiten daran! |

| Jahr      | 1850 | 1900 | 1910 | 1920 | 1970 | 1980 | 1990 | 2000 | 2010 | 2018 | 2023 |
| Einwohner | 385  | 412  | 558  | 739  | 957  | 1036 | 1439 | 1804 | 1980 | 2236 | 2348 |

Von den insgesamt 2348 Einwohnern der Gemeinde Altnau am 31. Dezember 2023 waren 531 bzw. 22,6 % ausländische Staatsbürger. 747 (31,8 %) waren evangelisch-reformiert und 658 (28,0 %) römisch-katholisch.

## Wirtschaft
Im Jahr 2016 bot Altnau 577 Personen Arbeit (umgerechnet auf Vollzeitstellen). Davon waren 12,9 % in der Land- und Forstwirtschaft, 27,1 % in Industrie, Gewerbe und Bau sowie 59,9 % im Dienstleistungssektor tätig.

## Verkehr

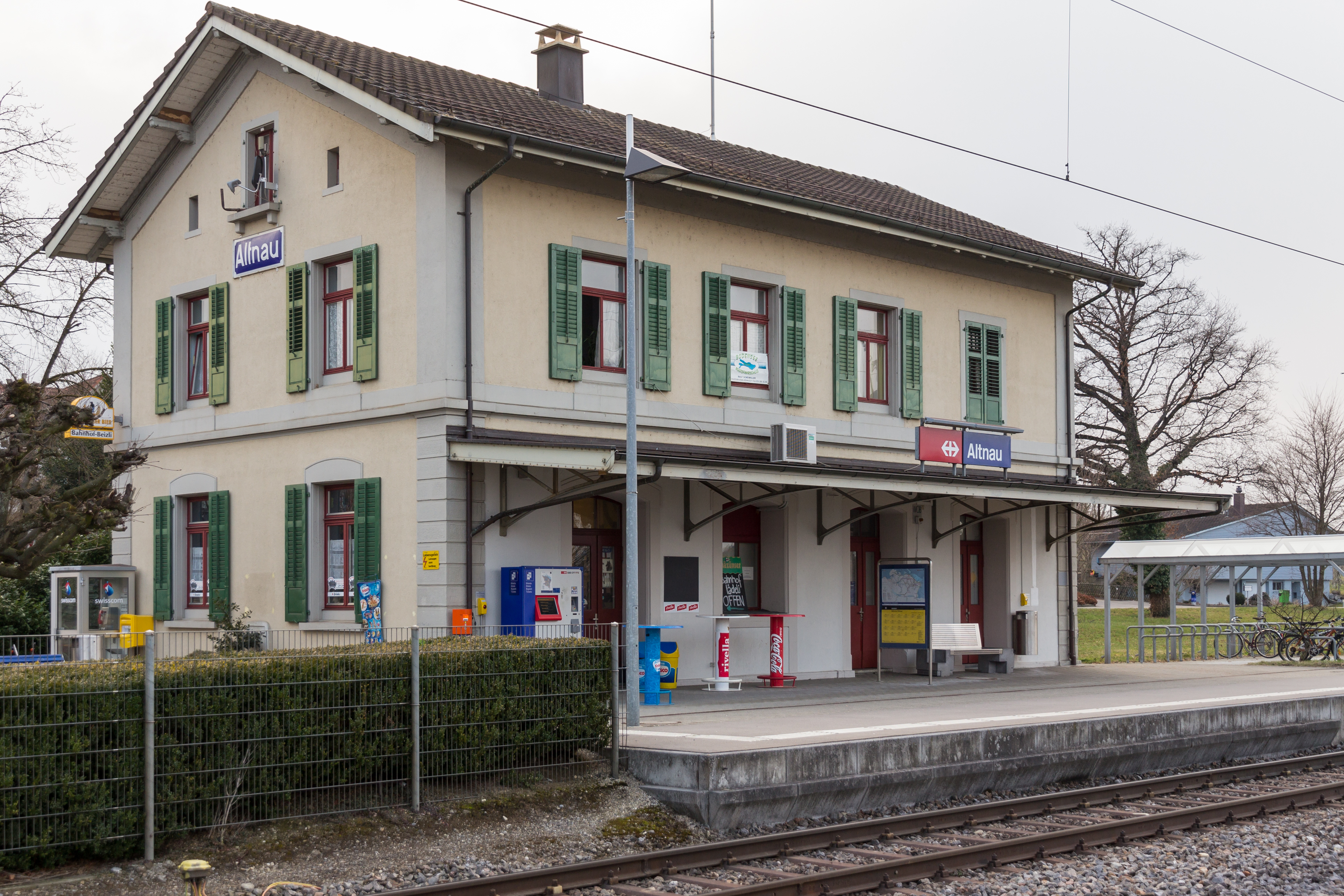
Bahnhof Altnau

Altnau ist durch den ausserhalb des Ortskerns seenah gelegenen gleichnamigen Bahnhof an der Bahnstrecke Kreuzlingen - Romanshorn seit 1871 an das Schweizerische Eisenbahnnetz angeschlossen. 7 Postauto-Haltestellen der Linie 923 Kreuzlingen - Güttingen und die Schifflände am Bodensee ergänzen das Angebot des Öffentlichen Verkehrs. Die Kantonsstrasse 13 tangiert die Gemeinde im Nordosten. 

## Kultur und Sehenswürdigkeiten

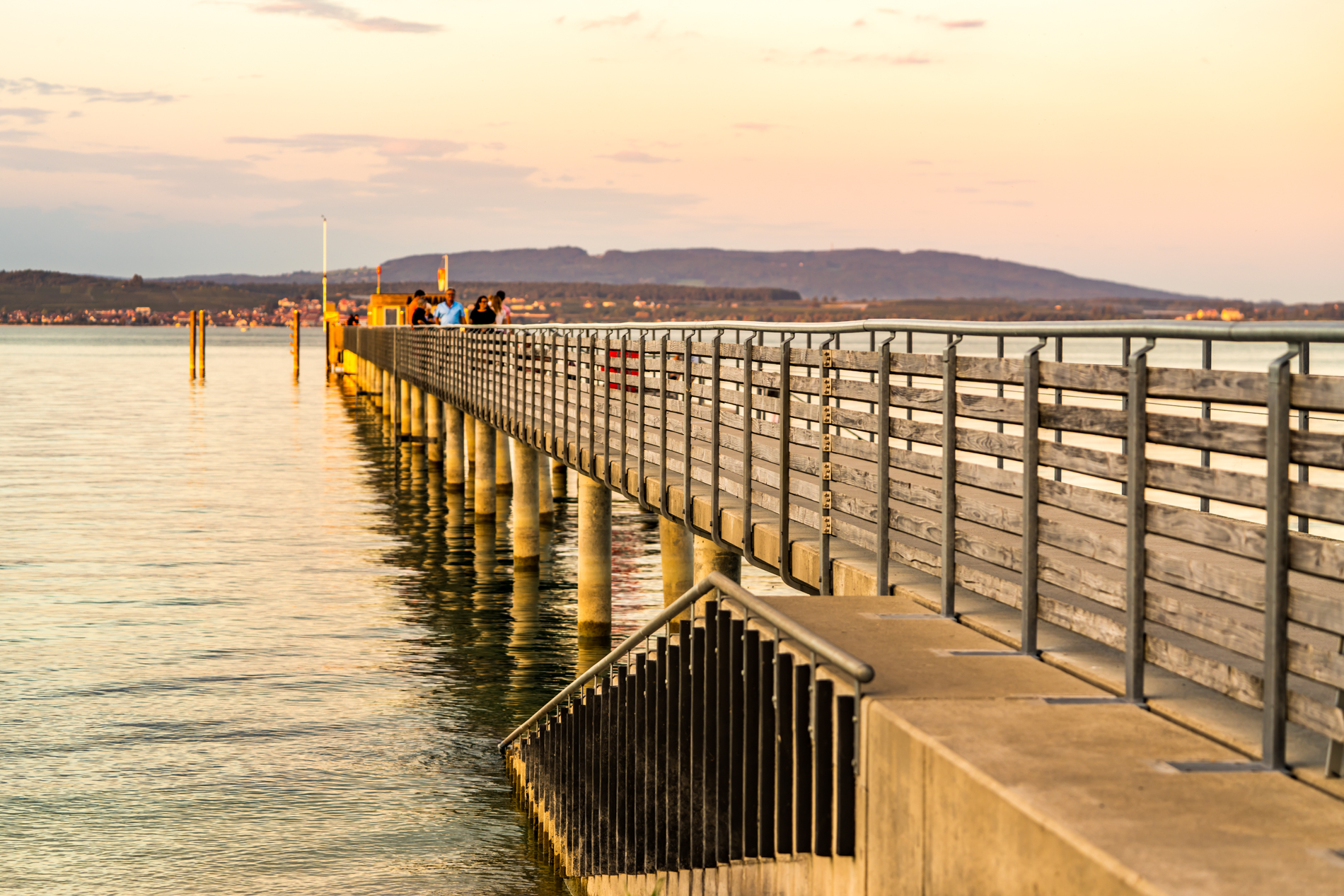
Schiffsanlegesteg Altnau

Das Dorf Altnau ist im Inventar der schützenswerten Ortsbilder der Schweiz aufgeführt. Erwähnenswert sind:
- die reformierte Kirche
- die katholische Kirche[14]
- der erste Obstlehrpfad der Schweiz: Der neun Kilometer lange Rundweg führt durch die ortsnahen Obstplantagen und erklärt an 16 Tafeln den Weg des Apfels von der Blüte bis zur Frucht.[15]
- der seit 2010 bestehende Schiffsanlegesteg, der wegen der weiten Flachwasserzone 270 Meter lang – und damit der längste Steg am Bodensee – ist.[16] Die Altnauer nennen diesen Steg wegen seiner Länge (fast so lang wie der Turm hoch ist) auch "Eiffelturm vom Bodensee".

## Partnerschaften

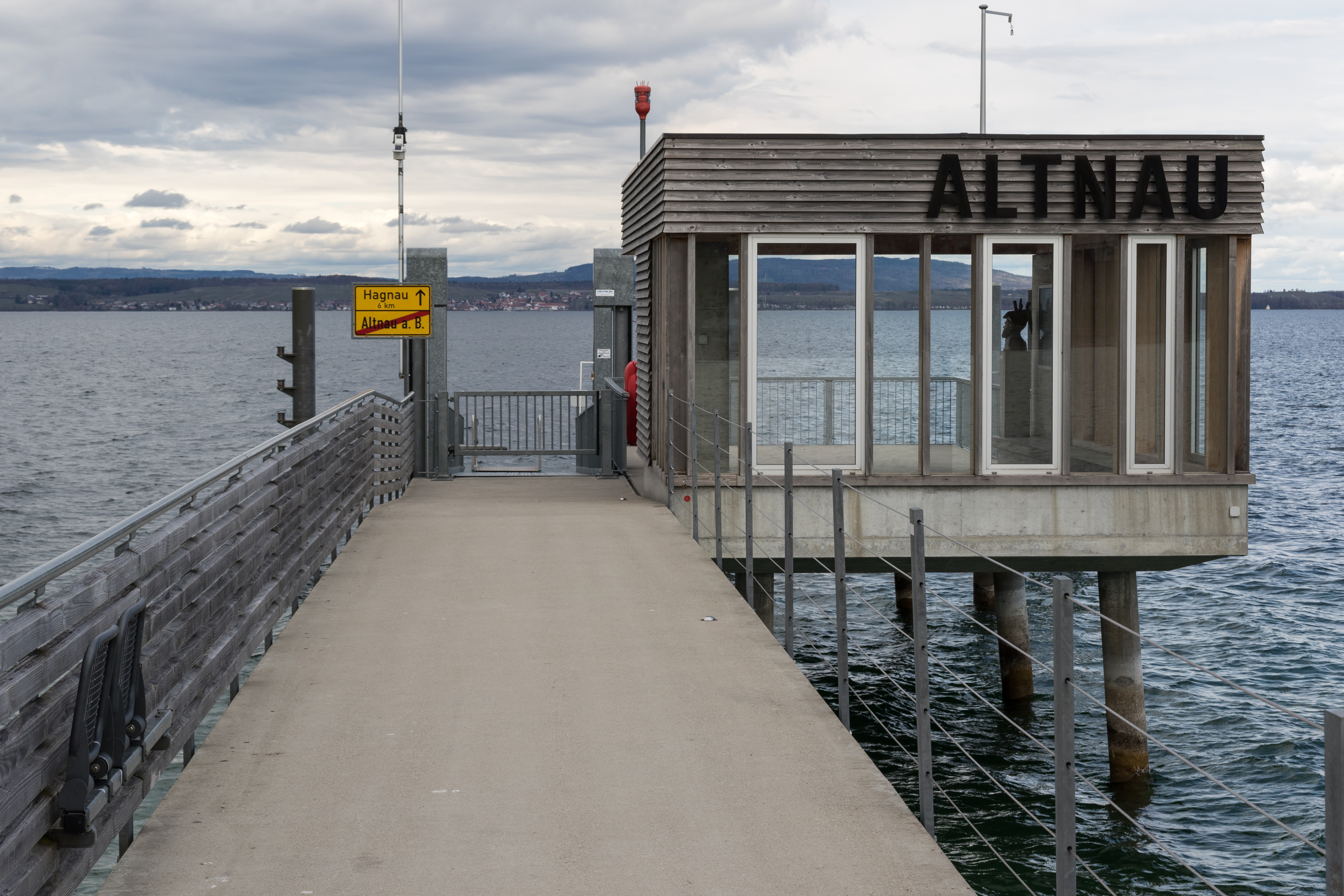
Der "Weg" nach Hagnau

Altnau hat mit dem direkt gegenüber am Nordufer des Bodensees gelegenen Hagnau am Bodensee in Deutschland freundschaftliche Kontakte, die aus den Seegfrörnen des Bodensees von 1830, 1880 und 1963 herrühren. Die Hagnauer Gruppen, die zu Beginn der Seegfrörne die Passierbarkeit des zugefrorenen Sees erkundeten, wurden immer freundschaftlich in Altnau (und Güttingen) empfangen. Die Schüler von Hagnau und von Altnau besuchen sich dann gegenseitig.

## Persönlichkeiten
- Hans Baumgartner (* 1911 in Altnau; † 1996), Fotograf
- Mike Rockenfeller (* 1983), deutscher Motorsportler (lebt in Altnau)